# ノコギリタテヅノカブト
ノコギリタテヅノカブト（鋸縦角兜、学名：Golofa porteri）は、タテヅノカブト属に属するカブトムシ。学名からポルテリータテヅノカブトということもある。

## 特徴

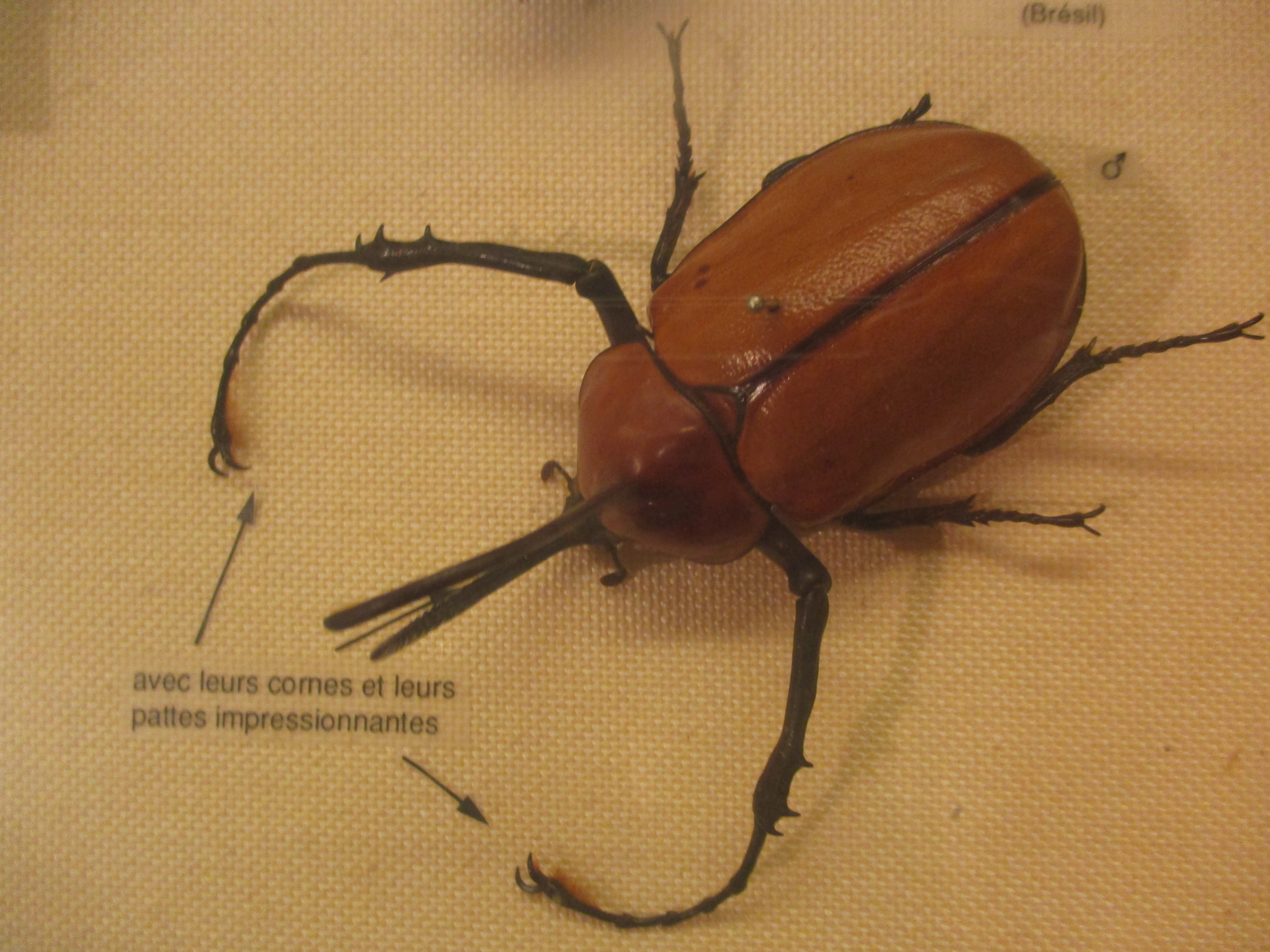
オスの標本（背側）、矢印先は発達した前脚を示す。

ほとんどのタテヅノカブト属のカブトムシのように、オスの背側（前胸背甲と前翅）は橙色で、メスは全体的に黒い色をしている。この種は他と比べ、前羽がより明るいオレンジ色になる。オスの場合、前脚が長く発達しており、細長い角は一本は頭部から、もう一本は胸部からやや上へ向かって伸びている。頭角の背側にはノコギリのような突起が並んでついている。腹面は黒く、金色の毛が生えており、オスの場合、胸角の内側と前脚の第5跗小節にもこのような毛が並んでいる。

## 生態
成虫は竹の上で生活し、竹の茎に傷をつけ出てきた汁を吸って生活している。多くのカブトムシと同様にオス同士での闘争を行うが、角と前脚をあわせて用いた特殊な戦法が知られる。闘争の際、頭角を大きく下げて相手の腹側に差し込みながら、相手の中-後脚を縄張りから外させるように、長い前脚を相手の後-腹側に回し、その足場で往復に爪を引っ掻く。これによって足場を外される相手には、てこの原理で頭角を上げて投げ落とす。他にも前脚を広げる・前脚を竹の茎に回って交差させる・腹部で音を出すなど、威嚇や防衛と考えられる行動が闘争の際に見られる。また、本種はフェンシングのように、細長い頭角で相手のバランスを崩すともいわれる。

## 飼育
繁殖も容易で日本の環境にも強く、比較的飼いやすい部類に入るが、角が折れないように注意する必要がある。